# Duguetia riberensis
Duguetia riberensis este o specie de plante angiosperme din genul Duguetia, familia Annonaceae, descrisă de Leandro Aristeguieta, Paulus Johannes Maria Maas și Boon. Conform Catalogue of Life specia Duguetia riberensis nu are subspecii cunoscute.